# Opligting
Opligting of vervoering was een afzonderlijk delict in het oudste strafwetboek van Nederland, het uit 1809 daterende Crimineel Wetboek voor het Koningrijk Holland dat gedurende meerdere jaren van kracht was in de zogeheten  Franse Tijd.
Daaronder werd volgens artikel 156 in dat wetboek verstaan het "in weerwil of buiten weten van het gouvernement, politie of justitie, door geweld of overmagt eenig persoon uit zijne eigen, of eens anders woning of erf, of van openbare plaatsen opligten, of door bedreigingen noodzaken zich over te geven, denzelven vervoeren of gevangen houden, en alzoo buiten de openbare bescherming stellen".
De daders hievan konden worden gestraft met schavotstraf, langdurige gevangenisstraf en bannissement uit het toenmalige Koningrijk Holland.
Indien een slachtoffer zware verwondingen opliep was het opleggen van de doodstraf middels ophanging mogelijk.
Het huidige delict oplichting (art. 326 Sr) heette destijds opligterij.